# Mierendorffplatz (Berlins tunnelbana)
Mierendorffplatz är en tunnelbanestation i Berlins tunnelbana på linje U7. Den öppnade för trafik 1980 som en del i tunnelbanans förlängning till Rohrdamm. Den är ritad av Rainer G. Rümmler och fått sitt namn efter Mierendorffplatz som i sin tur är namngiven efter politikern Carlo Mierendorff.